# Magnolia denudata
Magnolia denudata este o plantă din genul Magnolia, familia Magnoliaceae. Se poate dezvolta ca arbore, putând atinge înălțimi de 15 m, sau ca arbust, cu o coroană ovală. Florile, puternic și plăcut mirositoare, apar în perioada aprilie - mai, înainte de apariția frunzelor. De culoare albă, acestea pot atinge dimensiuni de până la 15 centimetri. Frunzele au dimensiuni de 10 - 15 centimetri, obovate, și sunt lucioase, de culoare verde închis pe față, și de un verde palid pe dos.
Specia vegetează pe soluri fertile, reavene, permeabile. Este destul de rezistentă la ger și suportă o ușoară umbrire. Crește destul de încet, putând ajunge, ca arbust, la un diametru de 2 metri și o înălțime de 2 metri.
O parte din rădăcini sunt superficiale, de aceea este recomandată păstrarea unui spațiu neplantat în apropierea lor pentru a evita tăierea din greșeală a rădăcinilor. Nu este recomandată mutarea lor (transplantarea), fiind sensibile la această schimbare. 
Este o plantă destul de rezistentă la boli și dăunători, acestea făcându-i foarte rar probleme.